# Im Kreuz ist Heil

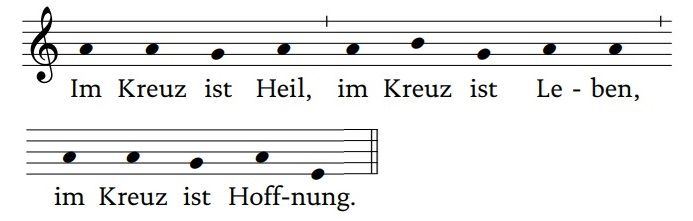
„Im Kreuz ist Heil“

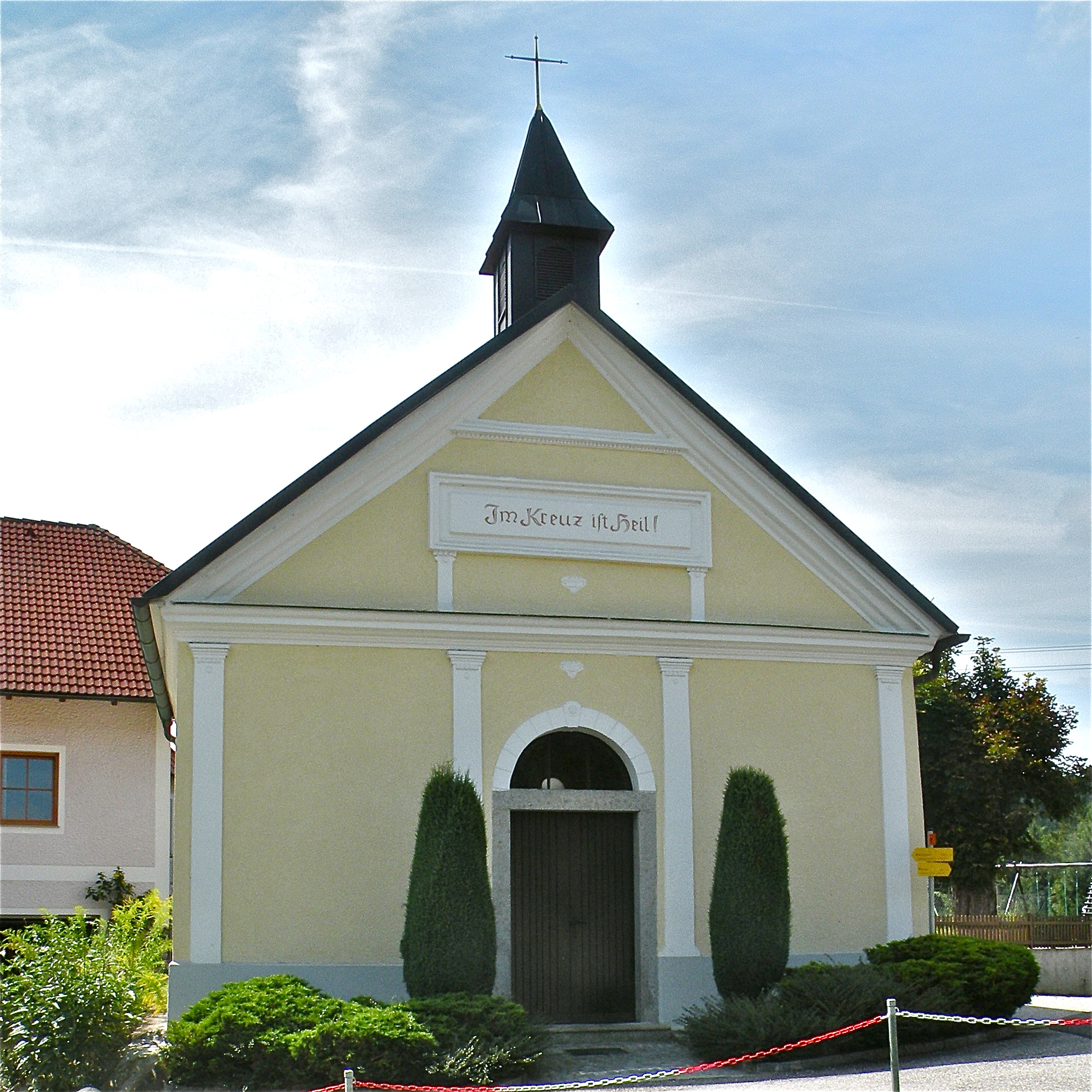
Im Kreuz ist Heil! im Dreiecksgiebel der Wallfahrtskapelle Aigner Kreuz

Im Kreuz ist Heil, im Kreuz ist Leben, im Kreuz ist Hoffnung ist ein christlicher Wahlspruch und eine liturgische Akklamation. Die Formel geht zurück auf das lateinische In cruce salus, in cruce vita, in cruce spes, das der Nachfolge Christi des Thomas von Kempen entnommen ist.

## Beschreibung
Der Ruf ist im Gotteslob dreimal enthalten (Nr. 296, 563.1, 569.1).
Er wird als Antiphon besonders im Rahmen der Osterliturgie am Karfreitag wie auch zum Fest der Kreuzerhöhung gesungen. Die Singweise ist dieselbe wie für den Ruf „Christus gestern, Christus heute, Christus in Ewigkeit“ (Gotteslob 644.1). Als Melodiequelle werden dort die Laudes Hincmari (8./9. Jahrhundert) angegeben.
Mit dem Vers sind zahlreiche Kirchen, Kapellen, Weg- und Grabkreuze beschriftet.
Der Orden vom Heiligen Kreuz hat die Devise In Cruce Salus („Im Kreuz ist Heil“).